# Podwłośnik

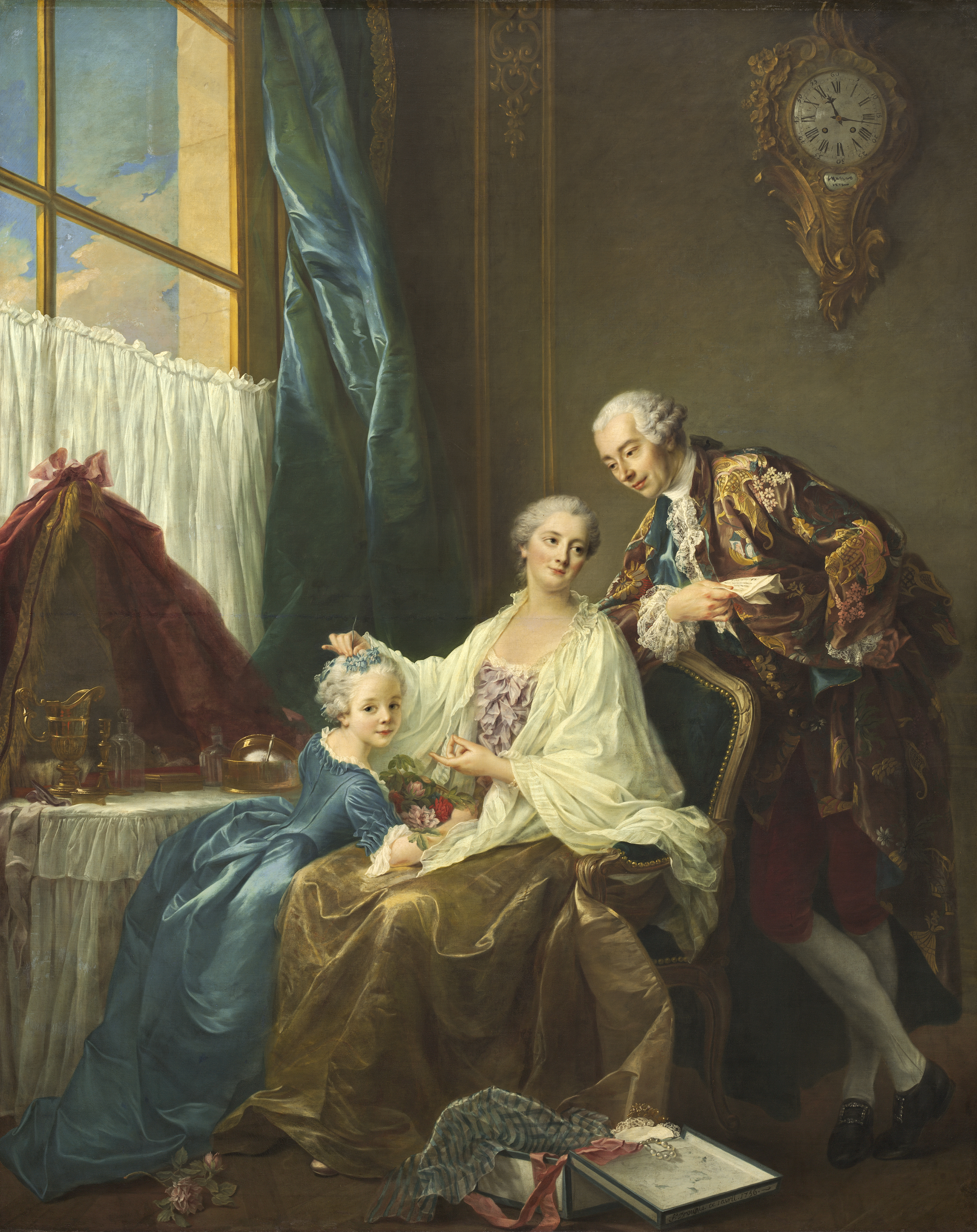
Podwłośnik. Portret familijny, François-Hubert Drouais, 1756, National Gallery of Art, Waszyngton

Podwłośnik – ochronne okrycie z białej, lekkiej tkaniny używane w XVIII wieku do osłaniania ubioru podczas czesania i pudrowania włosów.
Zazwyczaj miał postać pelerynki wykonanej z białej, lekkiej tkaniny, czasem ozdobionej falbankami, koronkami i wstążkami.

W XVIII wieku podczas toalety podwłośnik nakładały zarówno kobiety jak i mężczyźni.